# اسدالله سعادتی
اسدالله سعادتی سیاستمدار افغانستانی که در حال حاضر معاون سیاسی شورای عالی مصالحه ملی می‌باشد. سعادتی نماینده مردم دایکندی در دوره شانزدهم مجلس نمایندگان بود. او در مجلس شانزدهم نمایندگان افغانستان عضو کمیسیون تفتیش مرکزی و نظارت بر اجرای قانون بوده‌است.

## زندگی‌نامه
اسدالله سعادتی زاده ۱۳۵۳ خورشیدی در ولسوالی شهرستان، ولایت/اُستان دایکندی افغانستان می‌باشد. ایشان تحصیلات مدرسه‌ای خود را در شهر خود به اتمام رسانید و توانست سند کارشناسی/لیسانس در رشته زبان و ادبیات فارسی را از دانشگاه کابل بدست آورد و ماستری خویش را از دانشگاه ابن سینا در رشته روابط بین‌الملل به دست آورده‌است. وی همچنان عضو حزب وحدت اسلامی می‌باشد.

## انتخابات ریاست‌جمهوری ۱۳۹۸
اسدالله سعادتی همچون معاون دستهٔ ثبات و همگرایی به رهبری عبدالله عبدالله وارد کارزارهای انتخابات ریاست‌جمهوری ۱۳۹۸ شدند.

## دیگر فعالیت‌ها
- سه سال به حیث کارشناس ارشد در وزارت دولت در امور پارلمانی.
- چهار سال صاحب امتیاز هفته‌نامه دانشجو در جریان تحصیل.
- هشت سال سردبیر هفته‌نامه مشارکت ملی.[۴][۵]